# Angelica Ross
Angelica Ross (Kenosha, 28 de noviembre de 1980) es una empresaria estadounidense, actriz y activista por los derechos de las personas trans. Después de estudiar programación de forma autodidacta, se convirtió en fundadora y directora ejecutiva de TransTech Social Enterprises, una empresa que ayuda a emplear a personas trans en la industria tecnológica. Ross comenzó su carrera como actriz en la serie web Her Story y protagonizó la serie Pose de FX. 

## Biografía
Angelica Ross nació en Kenosha, luego se crio al norte en la cercana Racine. Ross, una mujer trans, ha dicho que sintió su feminidad desde una edad temprana. En 1998, cuando tenía diecisiete años, salió del armario como gay ante su madre, una cristiana evangélica. Su madre no se lo tomó bien y, según Ross, "me dijo que debería suicidarme o que ella lo haría, porque no podía tener a alguien como yo como su hijo". Ross consideró terminar con su propia vida y tomó una sobredosis de medicamentos, pero sobrevivió.
Al graduarse de la escuela secundaria a los 17 años, Ross asistió brevemente a la Universidad de Wisconsin – Parkside antes de abandonarla después de un semestre. Ross decidió unirse a la Marina de los EE. UU. (después de que sus padres firmaron una exención para que ella pudiera unirse como menor) para calificar para el GI Bill. Ross inicialmente se mudó a Rochester, antes de ser estacionado en Yokosuka. Después de seis meses de servicio, solicitó y recibió una descarga "no caracterizada" bajo la política " No pregunte, no diga " (que estaba en vigencia) debido a que fue acosada por hombres alistados que la obligaron a decir que era homosexual. Ross volvió a casa e hizo amistad con una drag queen llamada Traci Ross, quien la ayudó a comenzar su transición de género a la edad de 19 años. Al descubrir que estaba en transición, sus padres la echaron y Ross se mudó con su padre biológico (que la aceptaba un poco más) en Roanoke. Aunque Ross y sus padres estuvieron separados por un tiempo, ella afirma que su relación ha sido reparada.

## Carrera artística
Durante los seis años que vivió en Roanoke, Ross trabajó como camarera en Applebee's para poder ganar suficiente dinero para pagar el alquiler y asistir a la escuela de cosmetología. Fue despedida de su trabajo de camarera debido a la discriminación. Ross luego se mudó a Hollywood, y trabajó como modelo y escort, luego gerente web, hasta 2003. Comenzó un negocio de desarrollo web y diseño gráfico y comenzó a tomar clases de actuación. Más tarde se mudó a Chicago para convertirse en la coordinadora de empleo del Trans Life Center.  
Ross lanzó TransTech Social Enterprises en Chicago en 2014. La firma de diseño creativo sin fines de lucro capacita y contrata trabajadores trans y otros trabajadores. Melissa Harris-Perry atrajo más atención a la firma en 2015, eligiendo a Ross como la primera "Soldado de infantería" del año. Ross fue una oradora destacada en la Cumbre de Tecnología e Innovación LGBTQ de la Casa Blanca de 2015.
En 2016, Ross comenzó a actuar en Her Story, una serie web sobre mujeres trans en Los Ángeles. La serie fue nominada para un Premio Emmy por Mejor Comedia o Drama de Forma Corta. Ross también hizo una aparición especial ese año en la serie de televisión Transparent.
Ross también es la estrella y productora ejecutiva del cortometraje Missed Connections, que pasó a ser una selección oficial en Outfest 2017, Baltimore International Black Film Festival 2017, La Femme International Film Festival 2017 y Outflix Film Festival 2017 en Memphis, TN.
En junio de 2017, Ross comenzó a proporcionar trabajo de voz para la serie animada de Amazon Video Danger & Eggs.
Angelica Ross interpretó al personaje Candy Ferocity en la serie de 2018 de FX Pose.
Ross también fue celebridad-embajadora durante la celebración del 50 aniversario de Stonewall que tuvo lugar en junio de 2019 durante el Orgullo.
Interpreta a la enfermera Rita en American Horror Story: 1984, que la marca como la primera persona trans en aparecer como actriz regular en American Horror Story.
El 20 de septiembre de 2019, Ross organizó el Foro de candidatos presidenciales de 2020 sobre cuestiones LGBTQ.

## Premios y reconocimientos
- 2015 - Premio Be Amazing, Alianza Nacional Transgénero[20]
- 2015: primer soldado de infantería del año, Melissa Harris-Perry[21]
- 2016 - Premio Trailblazer, Premios Black Trans Advocacy[22]
- 2016 - Premio de visibilidad, Campaña de derechos humanos[23]
- 2017 - Episodio destacado de Talk Show - The Daily Show con Trevor Noah,[24] GLAAD Media Awards
- 2017 - Premio de reconocimiento especial,[25] GLAAD Media Awards
- 2018 - Los 10 principales ejecutivos LGBT +, Financial Times[26]
- En junio de 2019, para conmemorar el 50 aniversario de los disturbios de Stonewall, un evento ampliamente considerado un momento decisivo en el moderno movimiento de derechos LGBTQ, Queerty la nombró una de las personas pioneras de Pride50 que aseguran activamente que la sociedad siga avanzando hacia la igualdad, la aceptación y la dignidad. para toda la gente queer ".[27]

## Vida personal
Ross estuvo comprometida una vez, pero lo canceló ya que su prometido no quería que otros supieran que Ross era trans.
Ross es budista practicante.
El 28 de septiembre de 2019, Ross fue una de las oradoras destacadas en la Marcha Nacional de Visibilidad Trans en Washington D. C.

## Filmografía

### Cine
| Año  | Título                            | Papel      | Notas               |
| ---- | --------------------------------- | ---------- | ------------------- |
| 2017 | Missed Connections                | Jennifer   | cortometraje        |
| 2017 | The Heart of a Woman              | Terri      | cortometraje        |
| 2020 | Disclosure: Trans Lives on Screen | Ella misma | Película documental |
| 2021 | Music                             | Doctora    |                     |

### Televisión
| Año     | Título                                | Papel                 | Notas                          |
| ------- | ------------------------------------- | --------------------- | ------------------------------ |
| 2015    | I Am Cait                             | Sí misma              | 2 episodios                    |
| 2016    | Her Story                             | Paige                 | 5 episodios                    |
| 2017    | Doubt                                 | Valentina             | Episodio: "Quemadura limpia"   |
| 2017    | Danger & Eggs                         | Alcalde (voz)         | 3 episodios                    |
| 2017    | Claws                                 | Relevance             | 3 episodios                    |
| 2017    | Transparent                           | Diana Ross Diva       | Episodio: "Nacido de nuevo"    |
| 2018-21 | Pose                                  | Candy Ferocity        | 15 episodios                   |
| 2019    | American Horror Story: 1984           | Rita / Donna Chambers | Elenco principal (9 episodios) |
| 2021    | American Horror Story: Double Feature | La Química / Theta    | Elenco principal (6 episodios) |